# Tickrate
Als Tickrate bezeichnet man bei Spieleservern die Frequenz, mit der der Server die Spielsimulation berechnet. Die Tickrate wird in Hertz angegeben.
Bei Multiplayerspielen, welche auf einer Client-Server Architektur basieren, wird die aktuelle Spielsituation auf dem Server in diskreten Zeitschritten berechnet. Jeder einzelne dieser Zeitschritte wird als Tick bezeichnet. Nach jedem Tick entscheidet der Server ob und ggf. an welche Clients ein Snapshot des aktuellen Spielgeschehens übermittelt wird.
Bei kompetitiven Egoshootern ist die Tickrate üblicherweise höher als bei anderen Spielen.
So läuft beispielsweise der Egoshooter Counter Strike: Source auf 66 Hz Tickrate, der Coop-Horrorshooter Left 4 Dead auf einer Rate von 30 Hz.
Die Frequenz mit der ein solcher Snapshot übermittelt wird, wird auch als Server Update Rate bezeichnet.
Das Gegenstück dazu, die Client Update Rate, bezeichnet die Frequenz, mit welcher der Client die Änderungen, welcher dieser an der Spielwelt vornimmt, an den Server sendet.
Häufig wird die Server Update Rate fälschlicherweise als Tickrate bezeichnet. Dies rührt vor allem daher, dass komplexe und schnelle Spiele wie z. B. Ego-Shooter beinahe ständig Änderungen übertragen und die Server Update Rate daher häufig gleich der Tickrate ist.
Ein wesentlicher Unterschied ist jedoch, dass die Tickrate auf dem Server auf einen bestimmten Wert festgelegt wird, für die Server Update Rate jedoch ein minimaler und maximaler Wert definiert wird.